# 1959年の日本公開映画
- 映画 > 映画の一覧 > 年度別日本公開映画 > 1959年の日本公開映画
- 映画 > 1959年の映画 > 1959年の日本公開映画

1959年の日本公開映画（1959ねんのにほんこうかいえいが）では、1959年（昭和34年）1月1日から同年12月31日までに日本で商業公開された映画の一覧を記載。作品名の右の丸括弧内は製作国を示す。
記載の凡例については年度別日本公開映画#凡例を参照

## 作品一覧
日本映画だけで537作に上る。

### 1月
- 3日
  - 社長太平記 ( 日本)
- 6日
  - 大戦争 ( アメリカ合衆国)
- 9日
  - サザエさんの結婚 ( 日本)
  - すずかけの散歩道 ( 日本)
- 11日
  - 月夜の出来事 ( アメリカ合衆国)
- 14日
  - 赤い空 ( アメリカ合衆国)
- 15日
  - 暗黒街の顔役 ( 日本)
- 22日
  - こだまは呼んでいる ( 日本)
  - 絶体絶命(ピンチ) ( フランス)
- 23日
  - 可愛い悪魔 ( フランス)

### 2月
- 3日
  - 黒船 ( アメリカ合衆国)
- 5日
  - 拳銃の罠 ( アメリカ合衆国)
- 6日
  - みんなが恋してる ( イタリア)
- 10日
  - 女ごころ ( 日本)
  - ひょうたんすずめ ( 日本) 「おとぎプロ」初の長編アニメ。
  - 若旦那大いに頑張る ( 日本)
- 11日
  - 祈るひと ( 日本)
  - 旅 ( アメリカ合衆国)
- 20日
  - 縛り首の木 ( アメリカ合衆国)
- 22日
  - 三月生れ ( イタリア)
- 25日
  - 闇に響く声 ( アメリカ合衆国)
  - 熱砂の風雲児 ( アメリカ合衆国)
- 27日
  - 六番目の幸福 ( アメリカ合衆国)
- 28日
  - 悪党カシム ( イギリス)
  - ニューヨークの王様 ( イギリス)

### 3月
- 1日
  - 大学のお姐ちゃん ( 日本) 『お姐ちゃんシリーズ』第1作。
- 3日
  - 海から来た男 ( 日本)
- 13日
  - 大海賊 ( アメリカ合衆国)
- 15日
  - 続・社長太平記 ( 日本) 『社長シリーズ』初のカラー。
- 18日
  - 黄色い老犬 ( アメリカ合衆国)
  - 三人の騎士 ( アメリカ合衆国)
- 20日
  - 私は死にたくない ( アメリカ合衆国)
- 21日
  - 黒い蘭 ( アメリカ合衆国)
  - 鉄腕投手 稲尾物語 ( 日本)
- 24日
  - 大酋長 ( アメリカ合衆国 /  メキシコ)
  - 旅路 ( アメリカ合衆国)
- 25日
  - JA750号機行方不明 ( 日本)
  - 逃亡者 ( 日本)
- 26日
  - 流れ者の復讐 ( アメリカ合衆国)

### 4月
- 1日
  - 黒い稲妻( 西ドイツ)
- 12日
  - おしゃべり奥様 ( 日本)
  - 私は貝になりたい ( 日本)
- 15日
  - 決斗!一対三 ( アメリカ合衆国)
  - 底抜け慰問屋行ったり来たり ( アメリカ合衆国)
  - 挑戦者 ( アメリカ合衆国)
- 19日
  - 潜望鏡を上げろ ( アメリカ合衆国)
  - 孫悟空 ( 日本)
- 21日
  - お嬢吉三 ( 日本)
  - 夜の闘魚 ( 日本)
- 22日
  - 脅迫の影 ( 日本)
  - 二連銃の鉄[2] ( 日本)
  - リオ・ブラボー ( アメリカ合衆国)
- 23日
  - お嬢さん、お手やわらかに! ( フランス)
- 24日
  - 恋人たち ( フランス)
- 27日
  - 走り来る人々 ( アメリカ合衆国)
- 28日
  - 或る剣豪の生涯[3]（ 日本)
- 29日
  - お熱いのがお好き ( アメリカ合衆国)

### 5月
- 1日
  - 白い砂 ( アメリカ合衆国)
- 9日
  - ヘラクレス ( イタリア)
- 12日
  - 奥様三羽烏 ( 日本)
  - 社員無頼 怒号篇 ( 日本)
  - 東京の孤独 ( 日本)
  - やりくりアパート ( 日本)
  - 夜霧に消えたチャコ ( 日本)
- 16日
  - フォート・ブロックの決斗 ( アメリカ合衆国)
  - モホーク討伐隊 ( アメリカ合衆国)
- 20日
  - 緑の館 ( アメリカ合衆国)[4]
- 23日
  - やくざ特急 ( イギリス)
- 26日
  - 悲しみは空の彼方に ( アメリカ合衆国)
  - 青春の丘の上 ( 日本)
- 28日
  - やりくりアパート びっくり大放送 ( 日本)
- 30日
  - 青春群像 ( イタリア/ フランス)

### 6月
- 3日
  - プリンセス・シシー ( 西ドイツ)
- 9日
  - 青い大きな海 ( イタリア/ フランス/ 西ドイツ/ スペイン/ ユーゴスラビア)
  - 野獣死すべし ( 日本)
- 11日
  - すずらん祭 ( フランス/ イタリア)
- 12日
  - 真夜中 ( アメリカ合衆国)
- 13日
  - 秋吉台 ( 日本)
  - 恋の手ほどき ( アメリカ合衆国)　アカデミー賞作品賞・監督賞等７部門受賞
  - 千代田城炎上 ( 日本)
- 16日
  - サラリーマン出世太閤記 課長一番槍 ( 日本) シリーズ初のカラー
- 19日
  - 日本ロマンス旅行 ( 日本)
- 20日
  - 暗黒街の女 ( アメリカ合衆国)
  - グランド・カナル　大運河 ( フランス/ イタリア)
- 23日
  - かわいい女 ( 日本)
  - その壁を砕け ( 日本)
- 30日
  - レッド・リバー ( アメリカ合衆国)

### 7月
- 1日
  - ワーロック ( アメリカ合衆国)
- 5日
  - 爆薬に火をつけろ[5] ( 日本)
- 6日
  - 潜水艦イ-57降伏せず ( 日本)
- 7日」
  - お染久松 そよ風日傘 ( 日本)
  - たぬきさん大当り ( 日本)
  - 父と娘 ( 日本)
  - 灰とダイヤモンド ( ポーランド)
- 8日
  - 地獄の高速道路 ( フランス)
  - テンペスト ( アメリカ合衆国)
- 10日
  - 野性の息吹き ( アメリカ合衆国)
- 11日
  - 勝利なき戦い ( アメリカ合衆国)
  - 南十字星の下 ( イタリア)
  - メイム叔母さん ( アメリカ合衆国)
- 14日
  - 銀座のお姐ちゃん ( 日本)
  - バスク決死隊 ( アメリカ合衆国)
- 15日
  - 腰抜け列車強盗 ( アメリカ合衆国)
- 28日
  - 女子大学生 私は勝負する ( 日本)
  - 青春を賭けろ ( 日本)
  - 黄昏に帰れ ( アメリカ合衆国)
  - 殺られる ( フランス)
  - ゆがんだ月 ( 日本)
  - 汚れた顔 ( 日本)

### 8月
- 1日
  - 十二人の怒れる男 ( アメリカ合衆国)
- 4日
  - 掟 ( イタリア)
- 9日
  - ここに男あり ( 日本)
  - 新・三等重役 ( 日本)
  - 戦国群盗伝 ( 日本)
- 11日
  - ビッグ・サーカス ( アメリカ合衆国)
- 18日
  - 地獄へつゞく部屋（ アメリカ合衆国）[6]
- 20日
  - コルドラへの道 ( アメリカ合衆国)
- 21日
  - セクシーガール ( 西ドイツ)
- 22日
  - 尼僧物語 ( アメリカ合衆国)[4]
- 23日
  - アイ・ラブ・ユウ ( 日本)
  - サザエさんの新婚家庭 ( 日本)
- 28日
  - わたしのお医者さま ( イギリス)
- 30日
  - 暴れん坊森の石松 ( 日本)

### 9月
- 1日
  - 私の体に悪魔がいる ( フランス)
- 8日
  - ある日わたしは ( 日本)
  - アンネの日記 ( アメリカ合衆国)
  - 素っ裸の年令 ( 日本)
  - 人形の歌 ( 日本)
- 9日
  - 決断 ( アメリカ合衆国)
- 13日
  - 上役・下役・ご同役 ( 日本)
- 15日
  - 太陽の谷 ( アメリカ合衆国)
- 19日
  - 騎兵隊 ( アメリカ合衆国)
  - 女猫 ( フランス)
- 20日
  - 恋山彦 ( 日本)
- 26日
  - 北北西に進路を取れ ( アメリカ合衆国)
- 27日
  - かげろう絵図 ( 日本)
  - 清水の暴れん坊 ( 日本)
- 30日
  - 高度7000米 恐怖の四時間 ( 日本)

### 10月
- 3日
  - 壮烈第六軍!最後の戦線 ( ドイツ)
  - バベット戦争へ行く ( フランス)
- 6日
  - 独立愚連隊 ( 日本)
  - みんなが恋してる ( イタリア)
  - 若い恋人たち ( 日本)
- 10日
  - いとこ同志 ( フランス)
- 13日
  - 狩込み ( フランス)
- 15日
  - ひとこと云って ( アメリカ合衆国)
- 18日
  - 恋ひとすじに ( ドイツ/ フランス)
- 22日
  - 今晩おひま? ( フランス)
- 24日
  - 裸で御免なさい ( フランス)
- 27日
  - 自殺への契約書 ( フランス)
- 29日
  - 太平洋機動作戦 ( アメリカ合衆国)
- 31日
  - 嘆きの天使 ( アメリカ合衆国)

### 11月
- 1日
  - 日本誕生 ( 日本)
  - 南太平洋 ( アメリカ合衆国)
  - 燃える聖火 ( 日本)
- 3日
  - 抜き射ち二挺拳銃 ( アメリカ合衆国)
  - わらの男 ( イタリア)
- 4日
  - ガンヒルの決斗 ( アメリカ合衆国)
- 11日
  - 可愛い花 ( 日本)
- 14日
  - 或る殺人 ( アメリカ合衆国)
- 15日
  - 恐るべき火遊び ( 日本)
- 17日
  - 血戦奇襲部隊 ( アメリカ合衆国)
- 18日
  - 大学の暴れん坊 ( 日本)
- 21日
  - キリマンジャロの決斗 ( アメリカ合衆国)
- 22日
  - お姐ちゃん罷り通る ( 日本)
  - ソロモンとシバの女王 ( アメリカ合衆国)
  - 花嫁さんは世界一 ( 日本)
- 25日
  - 船を見棄てるナ ( アメリカ合衆国)

### 12月
- 1日
  - 学生たちの道 ( フランス)
- 4日
  - 野獣は放たれた ( フランス)
- 5日
  - 誇り高き反逆者 ( アメリカ合衆国)
- 13日
  - ビキニの裸女 ( フランス)
- 16日
  - 危険な女 ( 日本)
- 19日
  - 白銀は招くよ!( 西ドイツ/ オーストリア)
  - ペティコート作戦 ( アメリカ合衆国)
- 24日
  - ヘラクレスの逆襲 ( イタリア)
  - ボクはむく犬 ( アメリカ合衆国)
- 25日
  - 札束がすべて ( フランス)
- 26日
  - 宇宙大戦争 ( 日本)
  - サザエさんの脱線奥様 ( 日本)
  - 連邦警察 ( アメリカ合衆国)
- 27日
  - 男が命を賭ける時 ( 日本)
  - ザイラーの初恋物語( オーストリア/ 西ドイツ)
  - 戦雲 ( アメリカ合衆国)